# AP-14
AP-14 – projektor filmowy służący do projekcji na taśmie 16 mm, produkowany przez Łódzkie Zakłady Kinotechniczne. Projektor przeznaczony był dla sal projekcyjnych o maksymalnej pojemności 300 miejsc.

## Konstrukcja
Źródło światła projektora stanowiła żarówka projekcyjna o mocy 750 bądź 1000 W, na
napięcie 110 V. Napęd stanowił jednofazowy silnik ze zwartym uzwojeniem
wirnika (ok. 80 W, 110 V). W projektorze zastosowano optyczny układ odczytu dźwięku,
składający się z żarówki naświetlającej (6 V, 5 A), mikroobiektywu i komórki fotoelektrycznej typu 221, jak również układ odczytu dźwięku magnetycznego.

## Wyposażenie
W zestawie wraz z projektorem znajdowały się oddzielne głośniki (o mocy ok. 15 W) oraz
autotransformator 220/120/110 V o mocy 1,2 kW. Aparat dostarczany był z obiektywem o ogniskowej 50 mm i otworze względnym 1:1,4. Dostępne były również obiektywy wymienne o ogniskowych 35 i 65 mm.

## Wybrane parametry techniczne
- Strumień świetlny: ok. 350 lm
- Wymiar podstawy ekranu max.: dyfuzyjny – do 3 m, metalizowany – do 3 m
- Wzmacniacz: 10 – 12 W
- Wymiary gabarytowe (wraz ze wzmacniaczem): 425 x 290 x 450 mm
- Masa: 35 kg